# オレクサンドル・ドヴジェンコ
オレクサンドル・ペトローヴィチ・ドヴジェンコ（ウクライナ語: Олександр Петрович Довженко；ロシア語: Александр Петрович Довженко；英語: Alexander Petrovich Dovzhenko、1894年9月10日 - 1956年11月25日）は、ウクライナ出身の映画監督、脚本家、プロデューサー、編集者。ソ連時代のウクライナ、ロシアで活躍し、セルゲイ・エイゼンシュテイン、ジガ・ヴェルトフ、フセボロド・プドフキンと並ぶソ連映画の巨匠の一人。ソビエト・モンタージュ理論の先駆者であり、ウクライナの文化的アイデンティティを強調した「ウクライナ三部作」（『ズヴェニゴーラ』、『武器庫』、『大地』）で国際的に知られる。

## 経歴

### 幼少期と教育
オレクサンドル・ドヴジェンコは、ロシア帝国チェルニゴフ県ソスニツィアのヴィウヌィシュチェ集落（現：ウクライナチェルニヒウ州）で、農民のペトロ・セメノヴィチ・ドヴジェンコとオダルカ・イェルモライウナ・ドヴジェンコの7番目の子として生まれた。14人兄弟の7番目だったが、11歳までに兄姉が亡くなり、長男として家計を支えた。両親は無学だったが、読み書きができた祖父の勧めで教育を受け、1914年にフルーヒウ国立教育大学で師範学校を卒業。19歳でギムナジウムの教師として物理学や自然科学を教えた。

### 革命と外交官時代
心臓疾患のため第一次世界大戦とロシア内戦の兵役を免除されたが、1919年にジトーミルでウクライナ人民共和国軍のスパイ容疑で逮捕され、収監された。ヴァスィーリ・エラン＝ブラキトヌィの介入で釈放後、赤軍の士官学校で歴史と地理を教えた。1920年にボロトビスト党に加入し、ウクライナ社会主義ソビエト共和国の外交官としてワルシャワ（1921年）、ベルリン（1922年-1923年）に勤務。政府の奨学金でミュンヘンとベルリンで絵画を学び、ハリコフに戻ってからは共産党機関紙のイラストレーターとして活動（1923年-1926年）。この時期、ウクライナの文学団体VAPLITEにも参加した。

### 映画界への転身
1926年、オデッサの映画撮影所で映画製作を開始。初の脚本『ヴァシャ・ザ・リフォーマー』（共同監督）が好評を博し、1928年の『ズヴェニゴーラ』で名声を確立。革命を支持する兄と反革命の山賊となる弟の対比を描いたこの作品は、ソ連映画の主要監督としての地位を築いた。

### ウクライナ三部作
ドヴジェンコの「ウクライナ三部作」（『ズヴェニゴーラ』、『武器庫』、『大地』）は、彼の代表作であり、ウクライナの風土と文化的アイデンティティを詩的に描いた。
- 『ズヴェニゴーラ』（1928年）：ウクライナの歴史と民話を融合させ、革命の勝利を象徴。批評家から高い評価を受けたが、複雑な構成が一部で議論を呼んだ[4]。
- 『武器庫』（1929年）：キエフの兵器廠蜂起（1918年）を題材に、革命の犠牲と勝利を描く。ウクライナの共産党当局から「民族主義的」と批判されたが、ヨシフ・スターリンが気に入り、ドヴジェンコへの嫌がらせは一時収まった[5]。
- 『大地』（1930年）：農業集団化を肯定的に描き、史上最高の無声映画の一つとされる。チェコスロバキア出身のイギリスの監督カレル・ライスは、2002年の英国映画協会のランキングで本作を2位に選んだ[6]。冒頭の瀕死の老人がリンゴを味わうシーンは自伝的で、政治的メッセージを超えた詩的表現として評価された。しかし、詩人デミヤン・ベードヌイがイズベスチヤ紙で「敗北主義」と攻撃し、再編集を強いられた[6]。

### スターリンとの関係
1932年の『イワン』は、ドニエプル水力発電所の建設を描いたが、「ファシズムと汎神論」を助長するとして非難された。逮捕を恐れたドヴジェンコはスターリンに直接訴え、翌日クレムリンで『航空都市』（1935年）の脚本を朗読。スターリン、ヴャチェスラフ・モロトフ、セルゲイ・キーロフ、クリメント・ヴォロシーロフが承認したが、スターリンは次作としてウクライナの共産主義ゲリラニコライ・シチョールスの伝記映画を「提案」。
1935年、ソ連映画15周年記念フェスティバルで、ドヴジェンコはセルゲイ・エイゼンシュテインを批判し、「1年以内に映画を完成させてほしい」とユーモアを交えて訴えた。この場でレーニン勲章を受章。しかし、『シチョールス』（1939年）の製作は困難を極めた。スターリンの指示のもと、脚本は「粗野すぎる」と批判され、ボリス・シュミャツキーやラヴレンチー・ベリヤによる政治的干渉が続いた。大粛清期には、撮影監督ダヌィロ・デムツキーを含む同僚が逮捕され、ドヴジェンコ自身も「民族主義の陰謀」容疑をかけられた。完成した『シチョールス』はスターリン賞（1941年）を受賞し、10万ルーブルの報酬を得た。

### 戦時中と後期の活動
第二次世界大戦中、ドヴジェンコは脚本『ウクライナ・イン・フレイムス』を執筆したが、「民族主義的」とされ、ニキータ・フルシチョフやアレクサンドル・シチェルバコフにより非難された。中央委員会での批判後、公式組織から排除され、孤立。戦後は小説を書き、生物学者イワン・ミチューリンの伝記映画『ミチューリン』（1948年）を監督。政治的承認を得るため何度も改訂され、「最終版の多くは彼不在で完成した」とされるが、スターリン賞（1949年）を受賞。
スターリンの死後、フルシチョフの指導下で迫害が緩和。ドヴジェンコはニコライ・ゴーゴリの『タラス・ブルバ』の映画化と『海についての詩』を計画したが、1956年11月25日、ペレデルキノのダーチャで心筋梗塞により死去。『海についての詩』は妻ユリヤ・ソルンツェヴァにより完成（1959年）され、レーニン賞を受賞。20年のキャリアで、ドヴジェンコが直接監督した映画は7本のみである。

### 指導者として
ドヴジェンコは全ロシア映画大学で教鞭をとり、ラリサ・シェピトコやセルゲイ・パラジャーノフを指導。パラジャーノフの『火の馬』（1965年）は、ドヴジェンコの詩的映画の影響を受けた。

## フィルモグラフィー

### 映画
- 『愛の果実』（1926年、Ягідки кохання） - 監督
- 『ヴァシャ・ザ・リフォーマー』（1926年、Вася – реформатор） - 共同監督・脚本
- 『外交行嚢』（1927年、Сумка дипкур'єра） - 監督
- 『ズヴェニゴーラ』（1928年、Звенигора） - 監督
- 『武器庫』（1929年、Арсенал） - 監督
- 『大地』（1930年、Зeмля） - 監督・脚本
- 『イワン』（1932年、Iвaн） - 監督・脚本
- 『航空都市』（1935年、Аероград） - 監督
- 『ブコヴィナ：ウクライナの地』（1939年、Буковина, зeмля Українськa） - 監督
- 『シチョールス』（1939年、Щорс） - 監督（ユリヤ・ソルンツェヴァと共同）
- 『我がソビエト・ウクライナの戦い』（1943年、Битва за нашу Радянську Україну） - 監督（ユリヤ・ソルンツェヴァと共同）
- 『ソビエトの大地』（1945年、Країна pідна） - 監督（ユリヤ・ソルンツェヴァと共同）
- 『ウクライナの勝利とドイツ軍の追放』（1945年、Перемога на Правобережній Україні） - 監督（ユリヤ・ソルンツェヴァと共同）
- 『ミチューリン』（1948年、Мічурін） - 監督
- 『さらば、アメリカ』（1949年、Прощай, Америко） - 監督
- 『海についての詩』（1959年、Поема про море） - 脚本（ユリヤ・ソルンツェヴァが監督、死後完成）

## 受賞
- レーニン勲章（1935年） - ソ連映画15周年記念[7]
- スターリン賞（1941年） - 『シチョールス』[10]
- スターリン賞（1949年） - 『ミチューリン』[13]
- レーニン賞（1959年、死後） - 『海についての詩』[14]
- ドヴジェンコ・ウクライナ国家賞 - 彼の功績を記念して創設されたウクライナの映画賞[15]

## 遺産
ドヴジェンコの死後、1957年にキーウの映画撮影所がドヴジェンコ・フィルム・スタジオに改称され、彼の功績を称えた。1972年には、戦争愛国映画を対象とした「ドヴジェンコ金メダル」が創設された。ウクライナの文化的アイコンとして、2016年のデコムニゼーション政策により、メリトポリのカール・リープクネヒト通りがオレクサンドル・ドヴジェンコ通りに改称。しかし、2022年ロシアのウクライナ侵攻後、ロシア占領下のメリトポリで旧名に戻された。
ドヴジェンコの詩的映画は、ウクライナ詩的映画の礎を築き、ラリサ・シェピトコやセルゲイ・パラジャーノフに影響を与えた。彼の作品はハーバード大学の映画学カリキュラムに含まれるなど、国際的に高く評価されている。ノヴァ・カホフカには彼の記念碑が建ち、チェルニヒウ州の故郷ソスニツィアには博物館が設立された。